# Colurella colurus
Colurella colurus is een soort in de taxonomische indeling van de raderdieren (Rotifera). 
Het dier behoort tot het geslacht Colurella en behoort tot de familie Lepadellidae. De wetenschappelijke naam van de soort werd voor het eerst geldig gepubliceerd in 1830 door Ehrenberg.